# Consejo de Indias

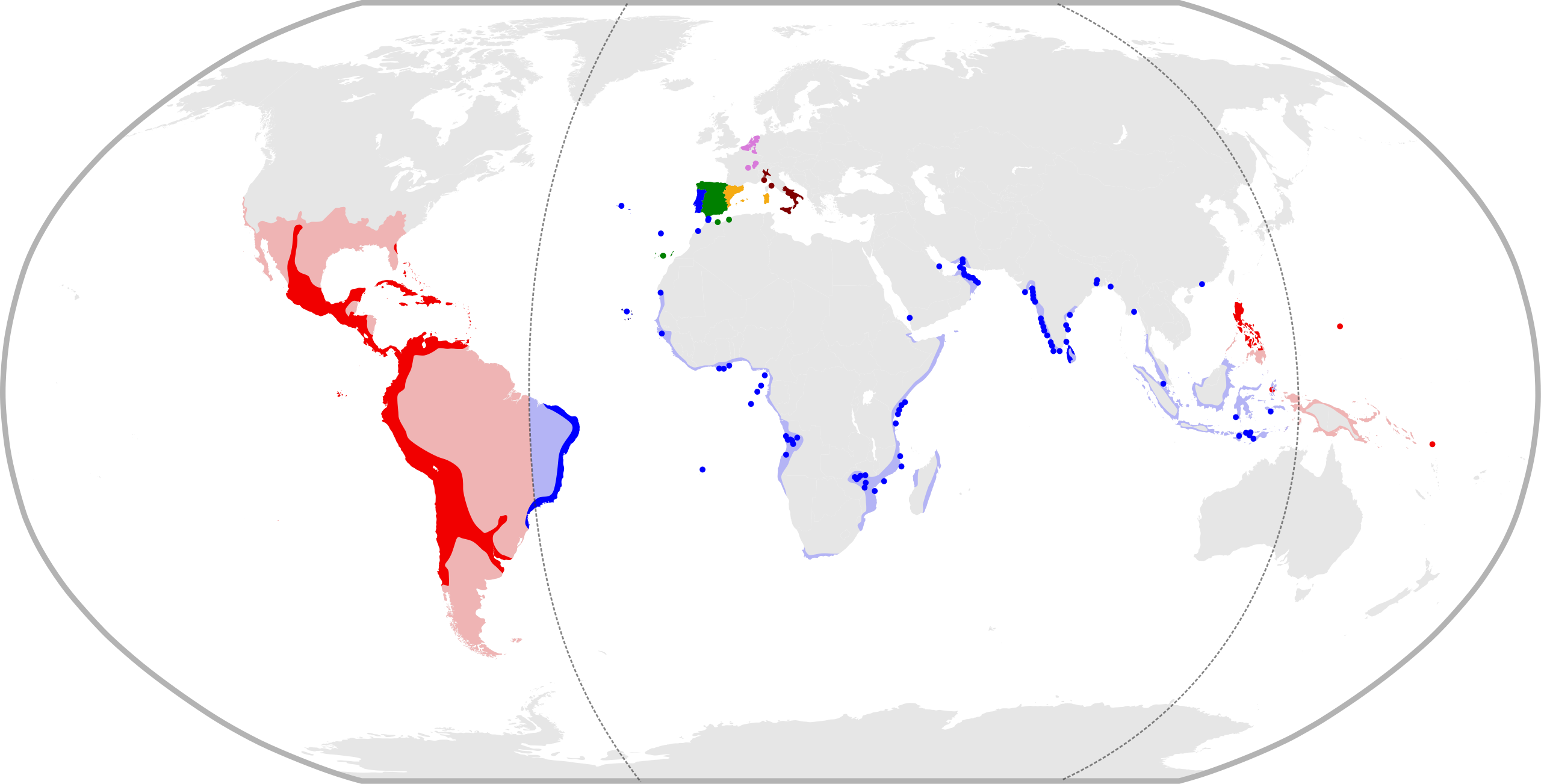
Das Imperium von Felipe II im Jahre 1598:
Dem Consejo de Castilla zugewiesene Territorien
Dem Consejo de Aragón zugewiesene Territorien
Dem Consejo de Portugal zugewiesene Territorien
Dem Consejo de Italia zugewiesene Territorien
Dem Consejo de Indias zugewiesene Territorien
Dem Consejo de Flandes zugewiesene Territorien

Der Consejo de Indias (spanisch Real y Supremo Consejo de Indias; deutsch kurz Indienrat, seltener auch Westindienrat), war die oberste Kolonialbehörde und wichtigstes Verwaltungsorgan des spanischen Kolonialreichs. Der Consejo de Indias regelte alle Angelegenheiten der überseeischen Besitzungen Spaniens in Amerika und den Philippinen. Er war mit legislativen und exekutiven Funktionen ausgestattet; in den Kolonien war er zugleich das oberste Berufungsgericht. Der Rat hatte zunächst keinen eigenen festen Sitz, sondern trat immer dort zusammen, wo sich der jeweilige Monarch aufhielt, bis er 1561 in den Alcázar von Madrid verlegt wurde.

## Geschichte desConsejo de Indias
Der Consejo de Indias entstand schrittweise, und zwar in dem Maße, wie die neuen Gebiete in Übersee, die für die spanische Krone in Besitz genommen wurden, sich mehrten und an Bedeutung für das spanische Mutterland gewannen: Bereits im Jahr 1503 hatte sich Isabella I. zur Gründung einer eigenen Handelskammer, der Casa de Contratación, veranlasst gesehen, um den Handel mit den Kolonien einer stärkeren Kontrolle zu unterwerfen. Parallel dazu bildete sich im Kronrat eine eigene Kommission heraus, die sich speziell den Fragen der Besitzungen in der Neuen Welt widmete; bereits um 1516 wurde diese als Consejo de Indias („Indienrat“) bezeichnet. Dieses zunächst eher informelle Gremium wurde von dem einflussreichen Staats- und Kirchenmann Juan Rodríguez de Fonseca geleitet, der auf diese Weise de facto zum ersten Kolonialminister Spaniens aufsteigt und als eigentlicher Architekt der spanischen Kolonialverwaltung gilt.
Fonseca hatte die zweite, noch enthusiastisch begrüßte Reise des Christoph Kolumbus mit organisiert; allerdings bildete sich in dieser Zeit eine tiefe Feindschaft zwischen den beiden Persönlichkeiten heraus. Nach dem eher enttäuschenden Ausgang der nachfolgenden Reisen und den chaotischen Zuständen auf den Inseln selbst (die erhofften Reichtümer wurden nicht gefunden; immer mehr Spanier kamen in kriegerischen Auseinandersetzungen mit den Ureinwohnern der Inseln ums Leben; Rivalitäten und Animositäten zwischen einzelnen Führungspersönlichkeiten führten zu Spannungen; um den versprochenen Reichtum betrogen geglaubte Kolonisten bezichtigten Kolumbus der Miss- und Vetternwirtschaft; schließlich sandte Kolumbus 500 versklavte Tainos als „Geschenk“ an seine Gönnerin Isabella, die von der Sklaverei allerdings überhaupt nichts hielt und die Tainos umgehend zurück in ihre Heimat schickte) setzten die Katholischen Könige eine Untersuchungskommission ein, der auch Fonseca angehörte. Im Ergebnis riet Fonseca den spanischen Monarchen, alle neu entdeckten Gebiete direkt der Krone zu unterstellen und den Entdeckern – im konkreten Fall also Christoph Kolumbus – die zuvor gewährten Privilegien wieder zu entziehen. So wurde im Jahr 1500 mit Francisco de Bobadilla der erste unabhängige, mit allen Vollmachten ausgestattete, allein der Krone unterstehende Beamte in die Neue Welt entsandt, dessen erste Aufgabe es war, den Willen der Monarchen des Mutterlandes in den Kolonien durchzusetzen. Damit wurde der Grundstein für die spätere Kolonialverwaltung gelegt. Kolumbus verlor die Titel „Vizekönig“ und „Gouverneur“, er wurde seines Amtes enthoben und schließlich in Ketten nach Spanien zurückverfrachtet.
Als Karl I. das Staatswesen reformierte und Hernán Cortés die überseeischen Besitzungen mit der Eroberung Mexikos nochmals enorm vergrößerte, wurde im Jahre 1524 der Consejo de Indias in eine eigenständige Institution umgewandelt, die nun die offizielle Bezeichnung Real y Supremo Consejo de Indias trägt.
Unter dieser Bezeichnung blieb die Einrichtung bis ins 18. Jahrhundert bestehen. Erst 1714 wird der Consejo de Indias im Zuge der bourbonischen Verwaltungsreformen, (Reformas borbonicas) seiner legislativen und administrativen Aufgaben entkleidet. Darüber hinaus verlor die Institution ab 1717 zusehends mehr Funktionen an die neu geschaffene Secretaría de Marina e Indias. Im Jahr 1812 wird der Consejo de Indias abgeschafft, zwei Jahre später im Zuge der Restauration Ferdinands VII. jedoch wieder eingesetzt. Erst im Jahr 1834 wird die Institution endgültig aufgelöst.

## Organisation und Aufgaben
Der Consejo de Indias setzte sich aus einem Präsidenten, ungefähr zwölf Räten sowie nachgeordnetem Personal zusammen. Die Ämter umfassten u. a. einen Großkanzler, einen Schatzmeister, zwei Sekretäre, einen Schreiber, einen Kosmographen, einen Chronisten und einen Armenanwalt. Seine Mitglieder waren überwiegend Juristen, Theologen oder Gelehrte meist bürgerlicher Herkunft und wurden ausnahmslos von der Krone berufen. Er trat wöchentlich zusammen, um dem König über seine Tätigkeit zu berichten; die abgegebenen Empfehlungen wurden dann vom König gebilligt oder verworfen.
Der Consejo de Indias regelte alle politischen, rechtlichen und administrativen Fragen der Kolonien. Seine vielfältigen Aufgaben reichten von der Organisation von Besiedelungsprogrammen über die Schaffung von Vizekönigreichen bis hin zur Überwachung der Zensur.
Im Jahre 1785 wurden die Dokumente des Consejo de Indias auf königlichen Erlass von Karl III. hin in das eigens zu diesem Zweck gegründete Archivo General de Indias in Sevilla überführt.